# Party.San
Koordinaten: 51° 16′ 2,4″ N, 10° 38′ 6,8″ O

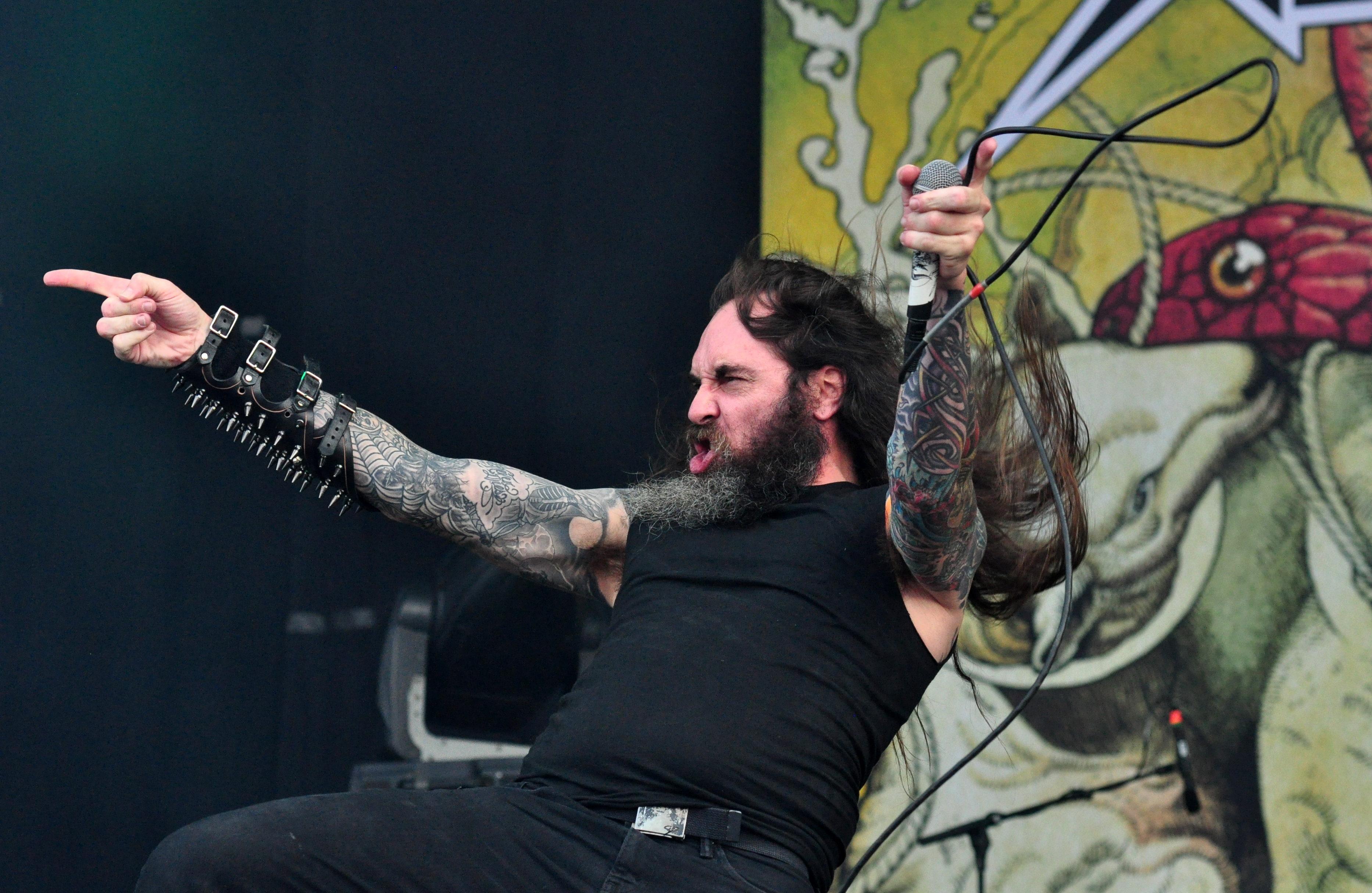
Auftritt von Skeletonwitch auf dem Party.San Open Air 2014

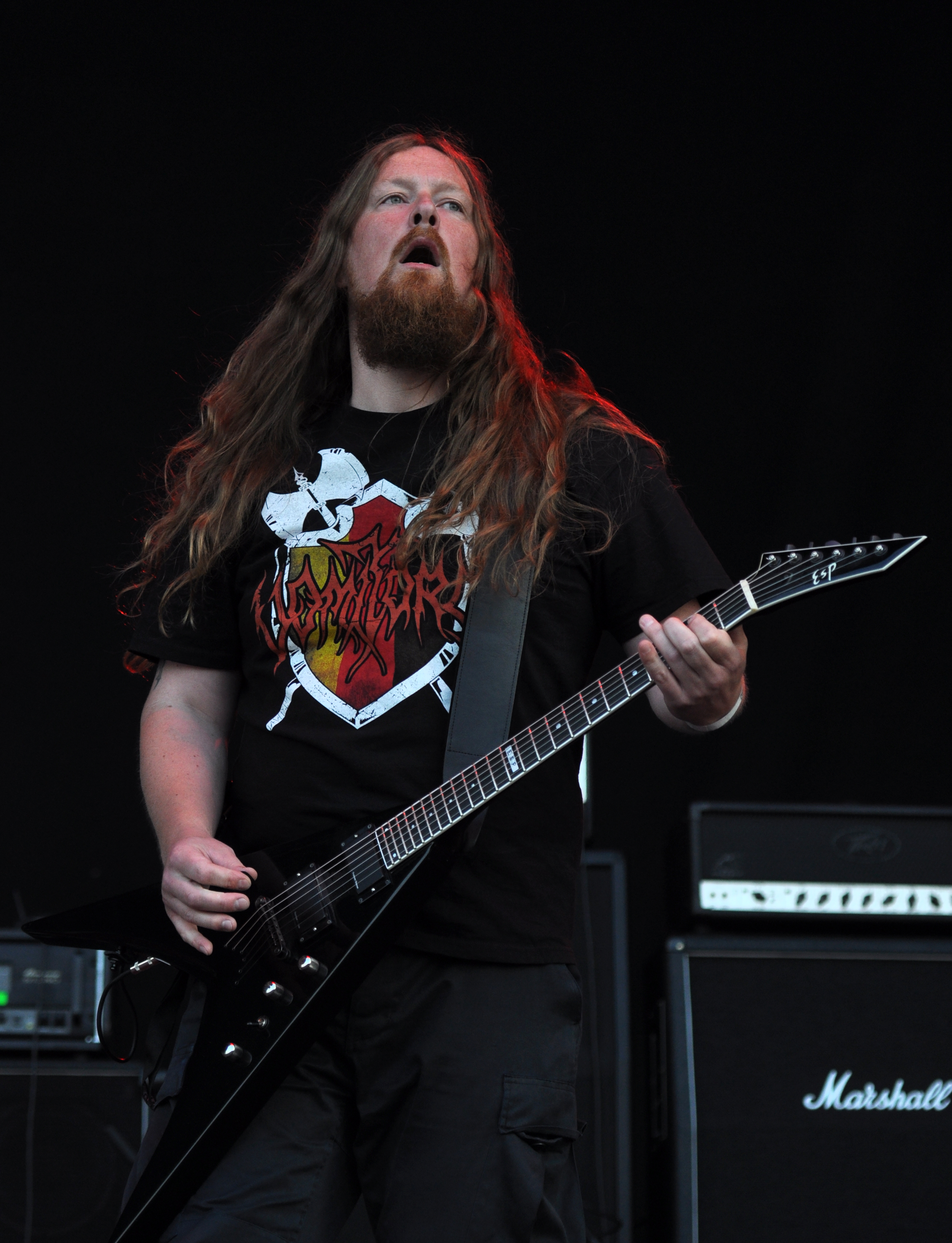
Urban Gustafsson von Vomitory auf dem Party.San Open Air 2013

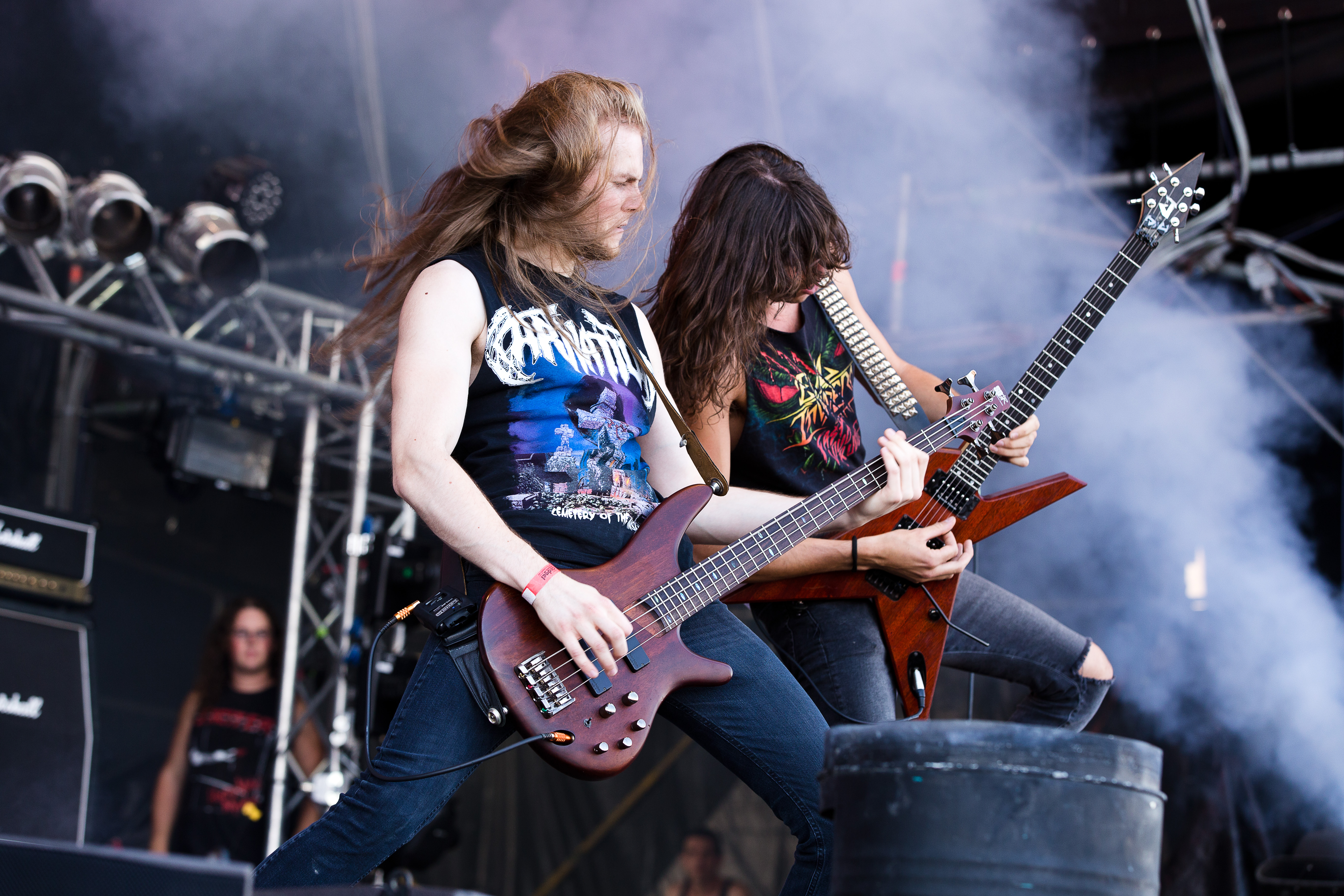
Auftritt der Evil Invaders auf dem Party.San Open Air 2015

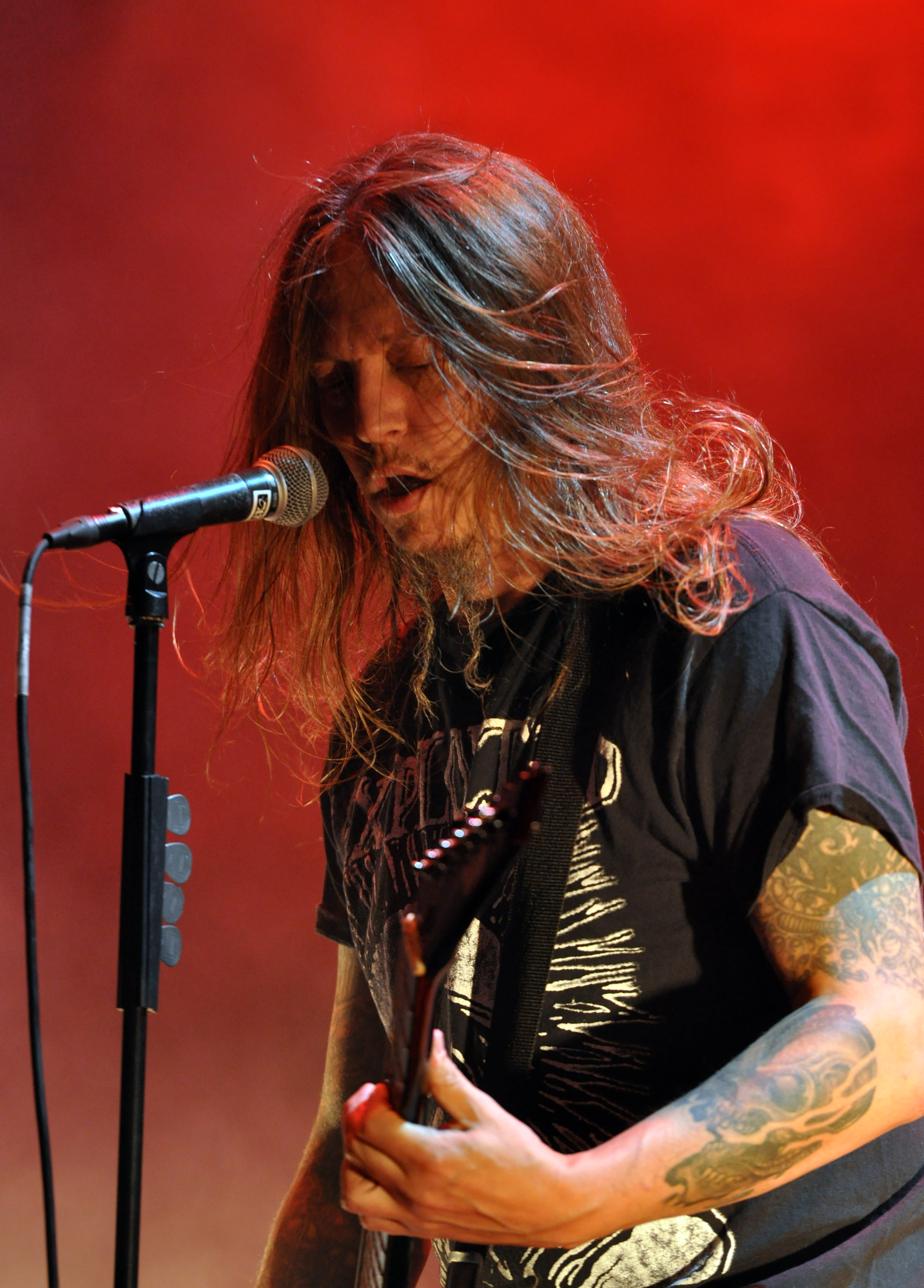
Peter Tägtgren von Hypocrisy auf dem Party.San Open Air 2013

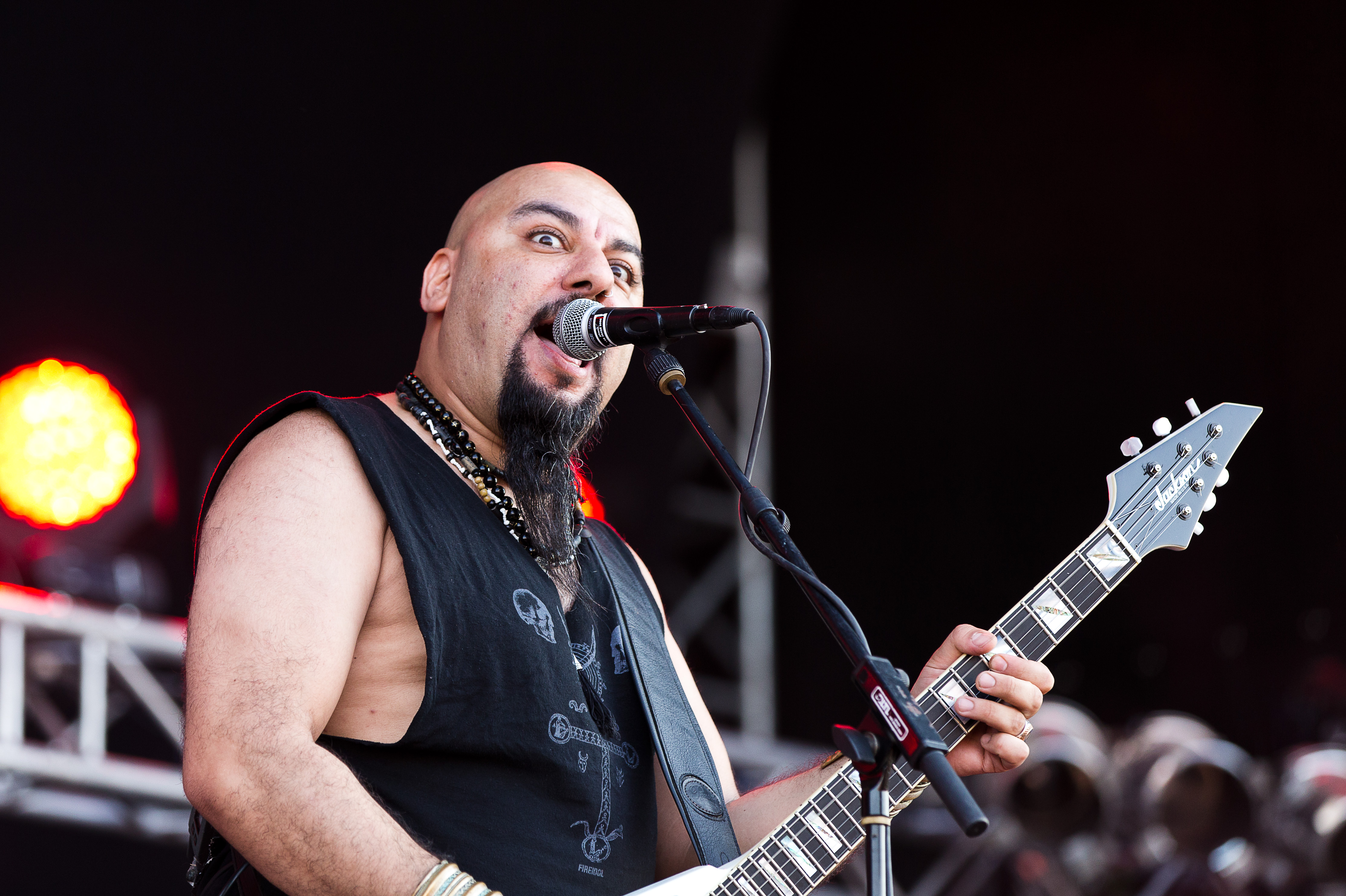
Auftritt von Melechesh auf dem Party.San Open Air 2015

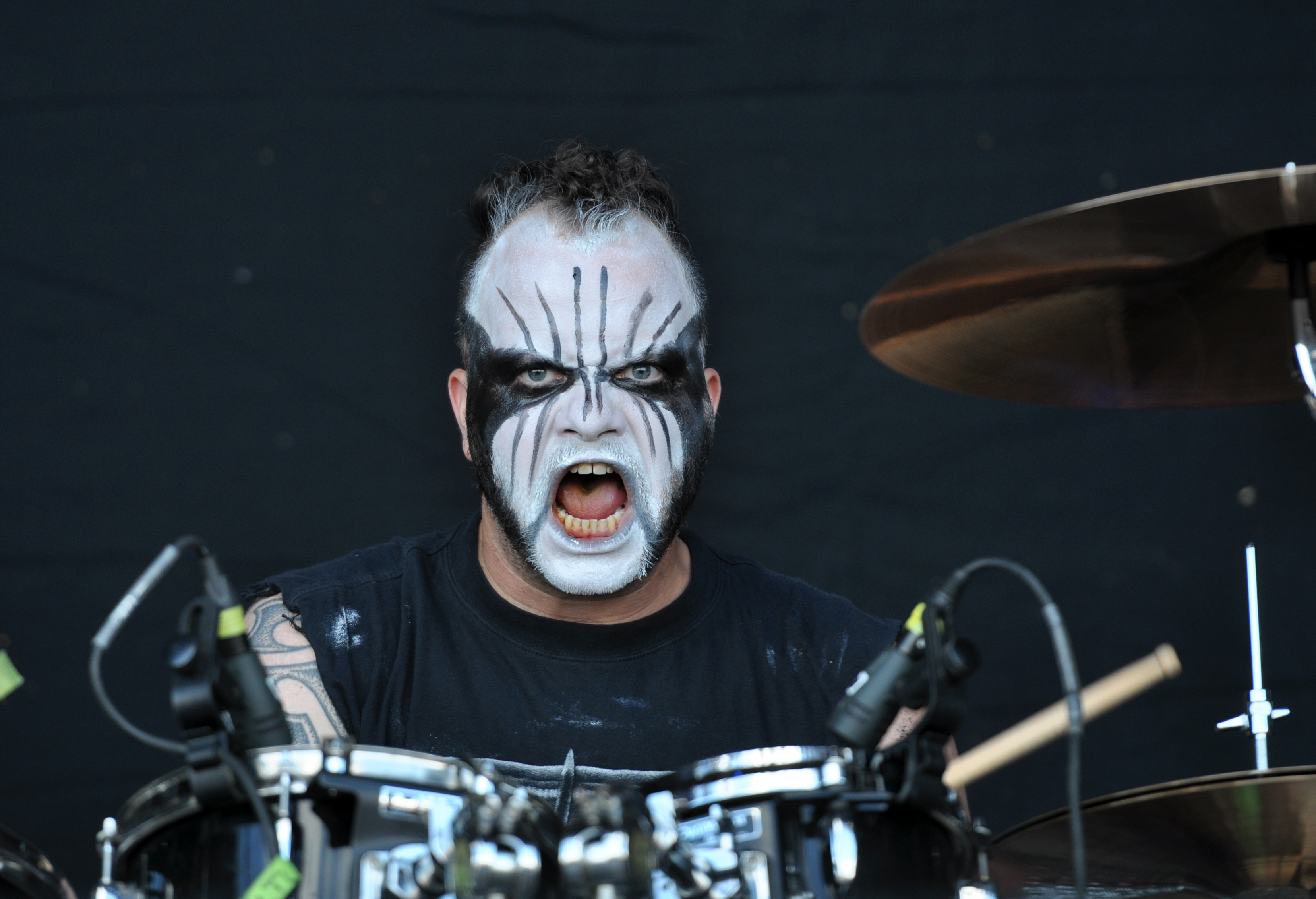
Schlagzeuger Anti Christian von Tsjuder auf dem Party.San Open Air 2013

Das Party.San Metal Open Air ist ein jährlich im August in Thüringen stattfindendes Extrem-Metal-Festival. In den ersten Jahren wurde es vom Party.San Tiefengruben e. V. veranstaltet, seitdem von der Party San GmbH mit Sitz in Weimar. Die musikalische Ausrichtung liegt bei Black-, Thrash-, Heavy-, Doom- und Death Metal sowie Grindcore. Von 1996 bis 2010 fand das Festival auf dem Segelflugplatz Bad Berka, südlich von Erfurt, statt. Aufgrund des schwierigen Untergrunds entschied sich der Veranstalter, das Festival ab 2011 auf dem Flugplatz Obermehler-Schlotheim im Nordwesten Thüringens, zwischen Mühlhausen und Sondershausen, stattfinden zu lassen.

## Geschichte
Das Festival wurde 1996 zum ersten Mal durchgeführt. Der von den Veranstaltern ursprünglich geplante Termin im August wurde jedoch vom Land Thüringen untersagt, so dass zuerst nur eine private Feier organisiert wurde. Das eigentliche Festival fand später am zweiten Septemberwochenende an zwei Tagen mit elf Bands statt. Dabei traten in den ersten Jahren vor allem regionale Bands auf. Unter anderem die Vorläuferbands der thüringischen Metalcore-Band Heaven Shall Burn. 1998 trat mit den Apokalyptischen Reitern erstmals eine heute vor allem national bekannte Genre-Band auf, 1999 mit Amon Amarth erstmals eine heute international bekannte Band. Zwischen 1997 und 1999 wechselte der Termin für das Festival zwischen Juli und Ende August. Seit 2000 findet das Festival jedoch immer am zweiten Augustwochenende statt. Während sich zu den ersten Festivals noch weniger als 1.000 Besucher einfanden, stiegen die Zuschauerzahlen mit jedem Jahr kontinuierlich an. In den letzten Jahren wurde das Festival von bis zu 8.500 Fans besucht, im Jahr 2006 stammten 1.500 davon laut Angaben der Veranstalter aus dem Ausland.
In den Jahren seines Bestehens war das Party.San oft von extremen Wetterereignissen wie Sturm oder Starkregen betroffen, so zum Beispiel im Jahr 2002, als Regengüsse und Gewitter auftraten, ebenso 2004, als sich während des Festivals ein Unwetter entlud und Regen das Gelände in Schlammflächen verwandelte. Starker Wind beschädigte Zelte und Bühnenabdeckung. Ebenfalls starker Regen fiel in den Jahren 2007 und 2010 teilweise schon vor dem Festivalbeginn und verwandelte das Gelände in schlammige Flächen. Das Party.San 2010 stand wegen der Folgen des Wetters fast vor der Absage. Der ursprüngliche Veranstaltungsort, der Segelflugplatz Bad Berka, verfügt nur über eine Graslandebahn. Die Folgen für den Camping-Untergrund nach starkem Regen waren somit ein Grund für die Verlegung des Festivals auf den Flugplatz Obermehler-Schlotheim, wo das Party.San seit 2011 stattfindet. In Obermehler-Schlotheim wird zu großen Teilen die asphaltierte Landebahn als Festivalgelände benutzt. Das betrifft vor allem den Teil, der für die Festival-Logistik benötigt wird. Das restliche Festivalgelände inklusive Campingground befindet sich auf begrüntem, geschredderten Betongrund mit hervorragenden Sickereigenschaften.
Im Jahr 2018 musste das Festival wegen eines Staubsturms am Donnerstag für rund eine Stunde unterbrochen werden. 2020 und 2021 wurde das Festival auf Grund der Corona-Pandemie abgesagt. Als Ersatz fand am 24. und 25. September 2021 auf dem Gelände des ehemaligen Uhrenwerk Weimar ein kleines Festival mit 666 Teilnehmenden statt, das unter der Bezeichnung Party.San Herbstoffensive seitdem jedes Jahr im September ausgerichtet wird.

## Positionierung gegen politischen Extremismus
Das Party.San Metal Open Air steht seit Beginn gegen jegliche politische Unterwanderung der Metalszene, weswegen zum Beispiel im Jahr 2007 die Band Taake nach dem Hakenkreuz-Skandal im Essener Club Turock ausgeladen wurde. Metal.de hebt die Eingangskontrollen als Maßnahme gegen Aufnäher oder T-Shirts von NSBM-Bands hervor. Trotz dieser Maßnahmen wurden Mitglieder der Band Watain beim Zeigen des Hitlergrußes und Tragen von T-Shirts der NSBM-Band Absurd nach ihrem Auftritt auf dem Party.San Metal Open Air 2006 gesehen. Trotzdem spielte sie 2010 erneut dort. Im Jahr 2012 wurde die finnische Black-Metal-Band Sargeist wieder ausgeladen, nachdem deren Mitglieder sich weigerten, Vorwürfe zu rechtsradikaler Gesinnung der Band zu entkräften. Ebenfalls trat 2013 die Band Carpathian Forest auf, deren Sänger Roger „Nattefrost“ Rasmussen die Vermischung von „Rassen“ ablehnt, sich aber selbst trotzdem nicht als Rassist sieht.
In den FAQ auf der Seite des Veranstalters wird darauf hingewiesen, dass das Tragen von Symbolik von NS- und NSBM-Bands sowie Abspielen derartiger Musik auf dem Festivalgelände zum sofortigen Ausschluss vom Festival führt.

## Häufig auftretende Bands
Im Laufe der Jahre sind einige Bands zu wiederkehrenden Gästen des Festivals geworden.
Mit sechs Auftritten sind folgende Bands vertreten:
- Dying Fetus (2007, 2010, 2013, 2016, 2018, 2023)

Mit fünf Auftritten sind folgende Bands vertreten:
- Desaster (2003, 2006, 2010, 2013, 2017)
- Die Apokalyptischen Reiter (1998, 1999, 2000, 2002, 2007)
- Deströyer 666 (2006, 2009, 2013, 2016, 2023)
- Primordial (2003, 2007, 2011, 2013, 2015)
- Marduk (2000, 2006, 2009, 2014, 2017)
- Watain (2006, 2010, 2011, 2014, 2018)
- Behemoth (2003, 2008, 2012, 2015, 2024)
- Sólstafir (2009, 2012, 2014, 2019, 2024)

Vier Auftritte absolvierten:
- Asphyx (2007, 2010, 2015, 2022)
- Bloodbath (2008, 2015, 2019, 2025)
- Purgatory (2001, 2004, 2008, 2013)
- Unleashed (2004, 2009, 2013, 2018)
- Naglfar (2001, 2006, 2012, 2019)

Drei Auftritte hatten bisher:
- Aborted (2003, 2011, 2014)
- Cannibal Corpse (2010, 2015, 2022)
- Melechesh (2007, 2011, 2015)
- Midnight (2015, 2019, 2023)
- Triptykon (2011, 2017, 2025)

## Live-Alben von Party.San-Bandauftritten
Einige Bands haben ihre Auftritte beim Party.San dazu genutzt, um komplette Live-CD oder -DVD aufzunehmen oder Teile von Compilations mit Aufnahmen ihrer Auftritte beim Festival auszustatten. Dazu gehören:
- The Crown – 14 Years Of No Tomorrow, Auftritt 2002, Veröffentlichung 2005 (3 DVD)
- Cannibal Corpse – Centuries Of Torment – The First 20 Years, Auftritt 2005, Veröffentlichung 2008 (3 DVD)
- Kataklysm – Live in Deutschland. The Devastation Begins, Auftritt 2006, Veröffentlichung 2008 (CD + DVD)
- Asphyx – Death… The Brutal Way, Auftritt 2007, Veröffentlichung 2009 (CD + DVD)
- Die Apokalyptischen Reiter – Tobsucht – Reitermania Over Wacken & Party.San, Auftritt 2007, Veröffentlichung 2008 (DVD + 2 CD)
- Bloodbath – Bloodbath Over Bloodstock, Auftritt 2008, Veröffentlichung 2014 (CD + DVD)
- Dismember – Under Blood Red Skies, Auftritt 2008, Veröffentlichung 2009 (2 DVD)
- Obituary – Live Xecution Party.San 2008, Auftritt 2008, Veröffentlichung 2010 (DVD)
- Autopsy – Born Undead, Auftritt 2010, Veröffentlichung 2012 (DVD)
- Desaster – A Desasterous Meeting – Live in Bamberg, Auftritt 2013, Veröffentlichung 2014 (2 DVD)

## Veröffentlichungen
- Party.San Open Air 2003, (DVD)
- Party.San Open Air 2004, (2 DVD)
- Party.San Metal Open Air 2005, (2 DVD)
- Party.San Metal Open Air Festival-DVD 2006, (2 DVD)
- Party.San Metal Open Air Die Festival-DVD 2007, (2 DVD)
- Party.San Metal Open Air Sound of Hell 2008, (2 DVD)
- Party.San Metal Open Air Sound of Hell 2009, (2 DVD)
- Party.San Metal Open Air Apokalypse 2010, (2 DVD)
- Party.San Metal Open Air 2011, (2 DVD)

## Line-Ups (Auswahl)

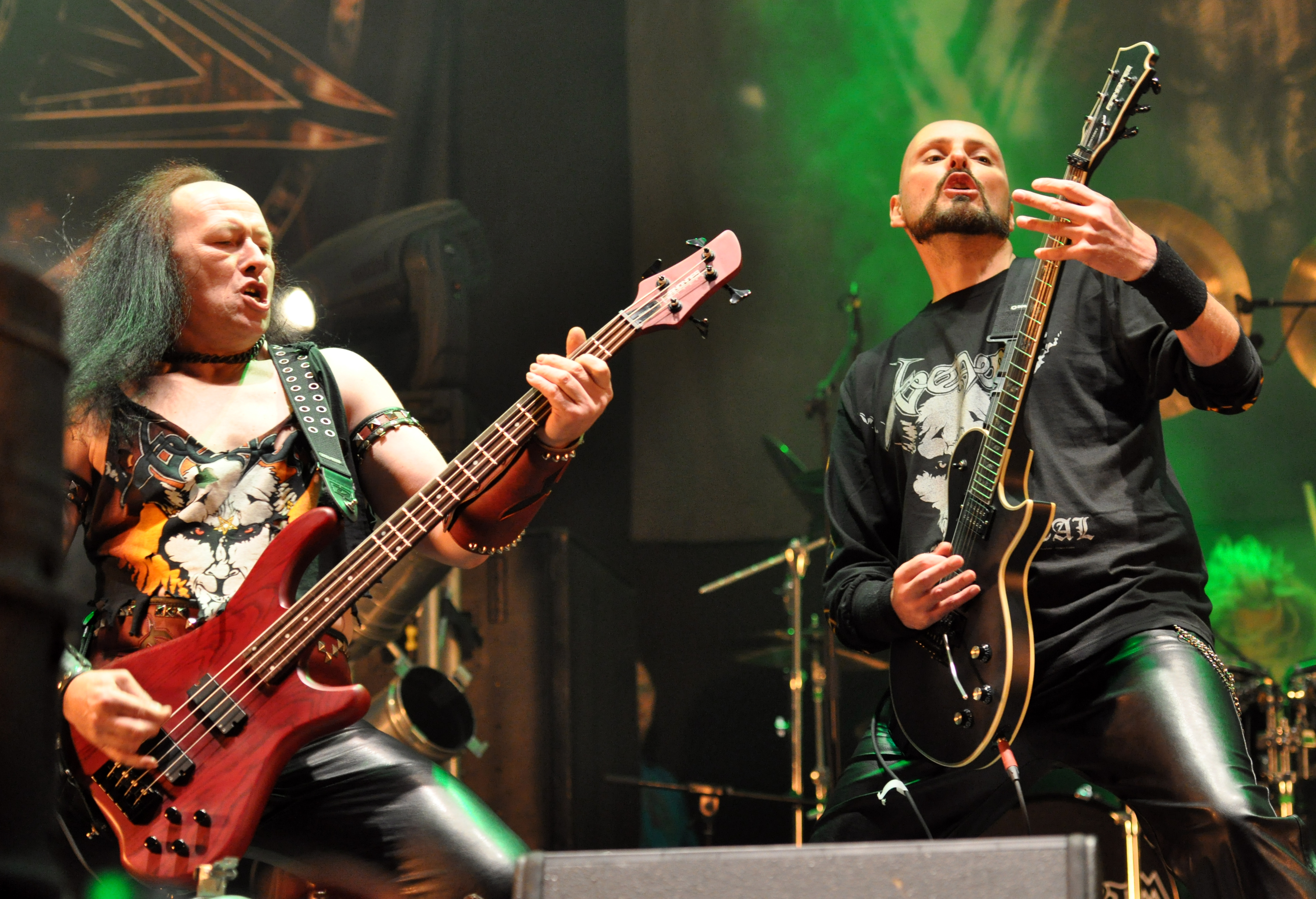
Venom beim Party.San Open Air 2013

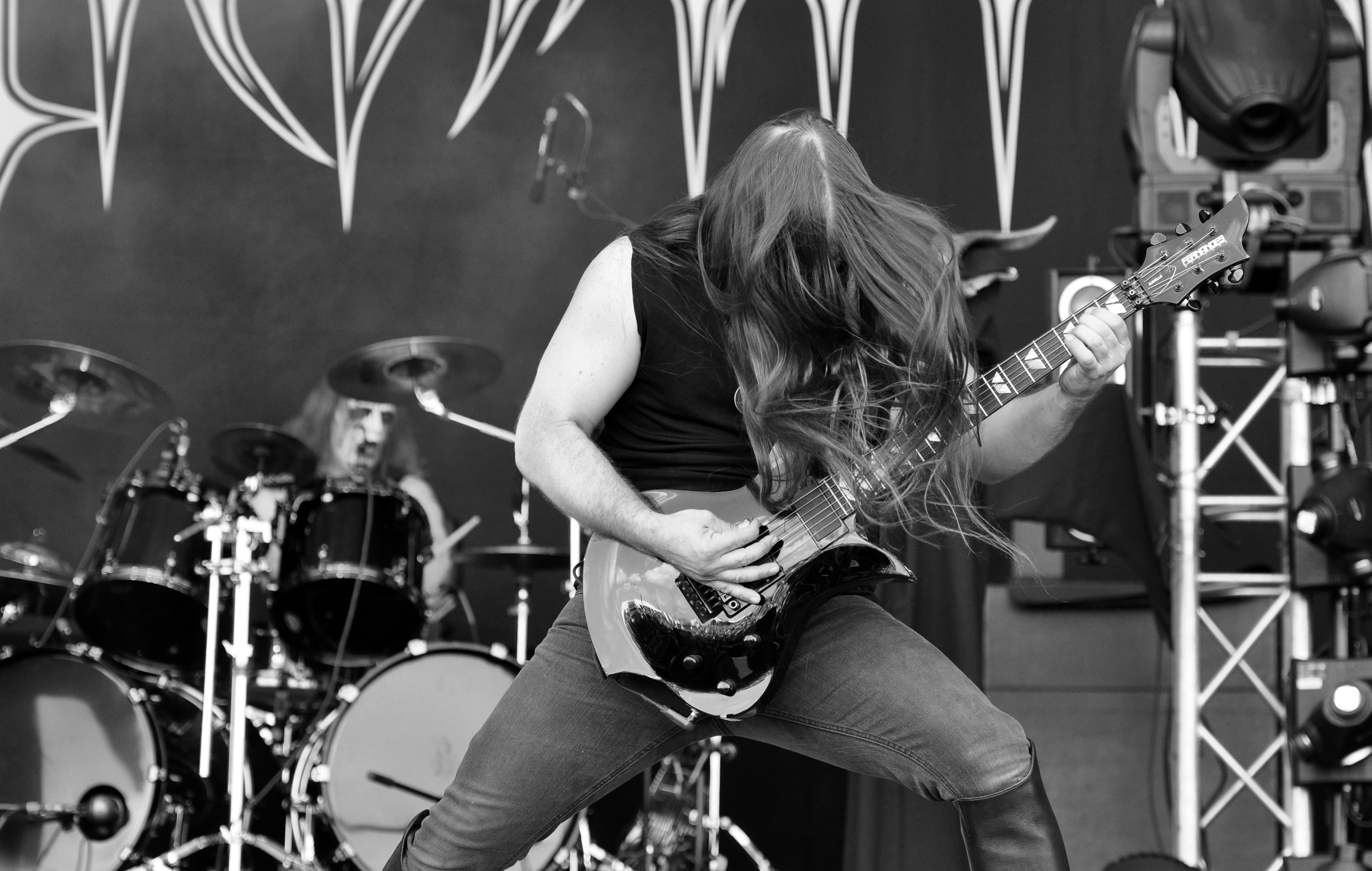
Inquisition beim Party.San Open Air 2014

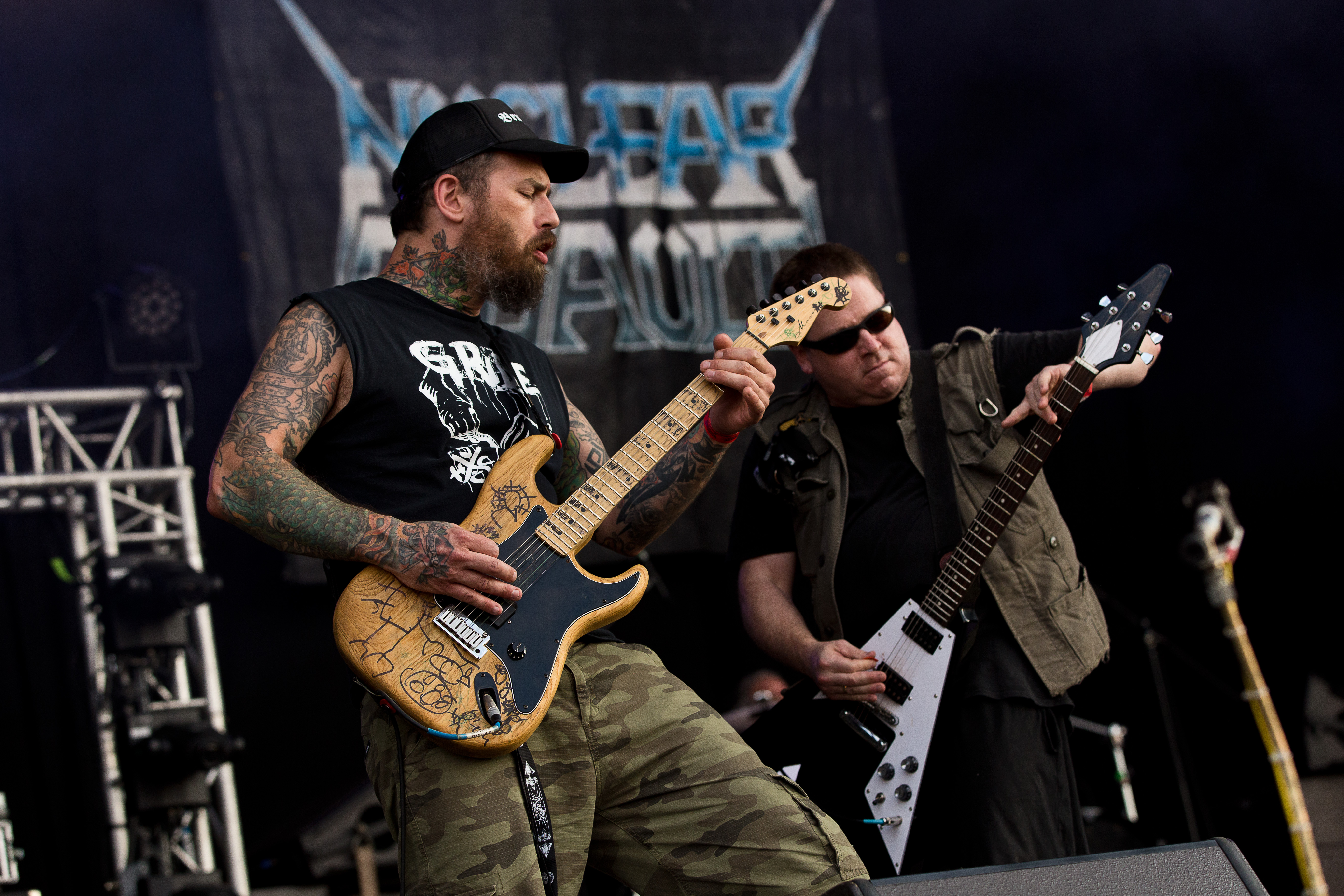
Nuclear Assault beim Party.San Open Air 2015

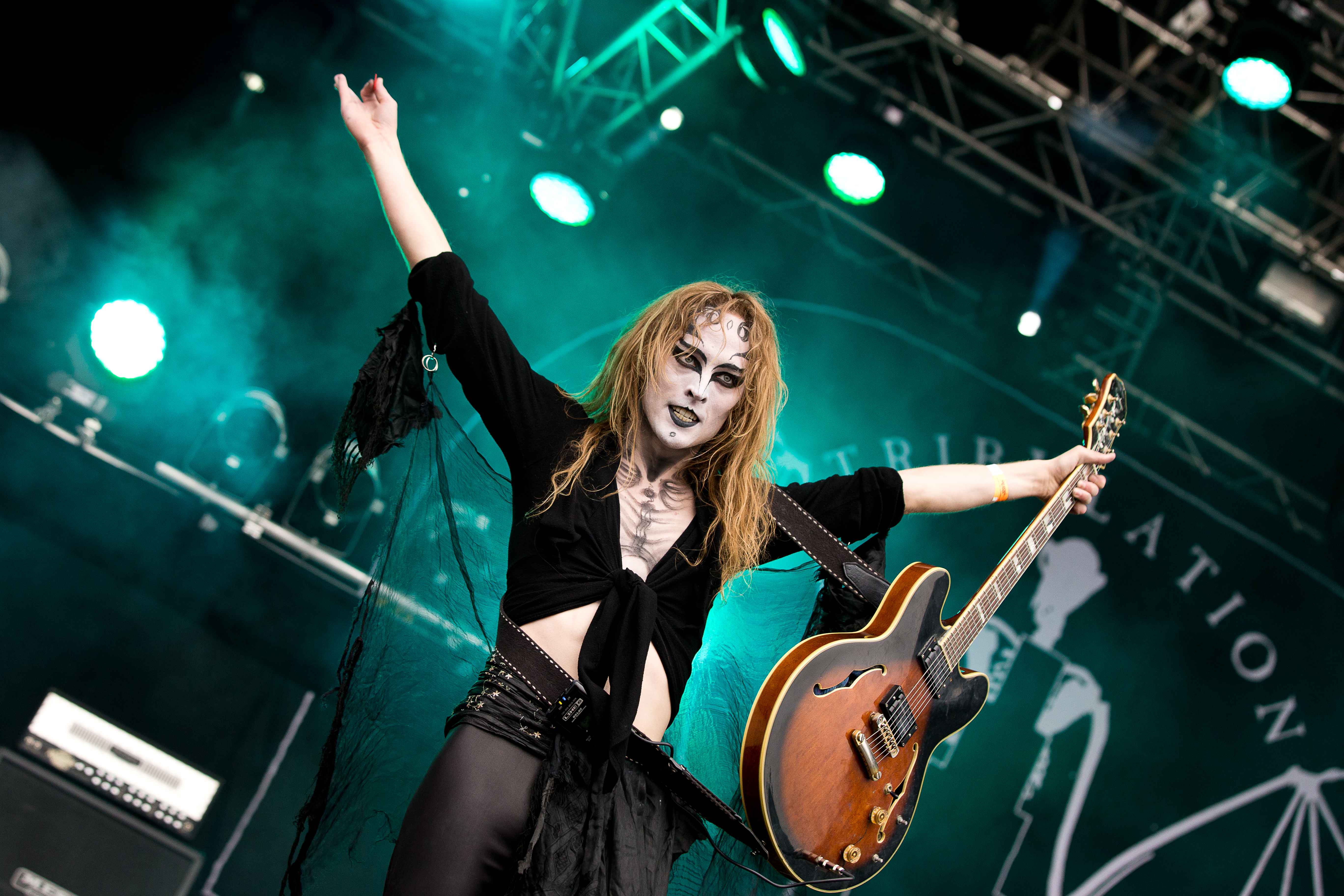
Tribulation beim Party.San Open Air 2016

2006
Vom 10. bis 12. August 2006 in Bad Berka-Tiefengruben
Helrunar, Fall of Serenity, Turisas, Nifelheim, Cryptopsy, Enslaved, Kataklysm, Hypocrisy, Rotten Sound, Desaster, Thyrfing, Illdisposed, Naglfar, Marduk, Six Feet Under, Watain, Deströyer 666, Mourning Beloveth, Kaamos
2007
Vom 9. bis 11. August 2007 in Bad Berka-Tiefengruben
Asphyx, Belphegor, Die Apokalyptischen Reiter, Dying Fetus, Equilibrium, Gorgoroth, Grave, Haemorrhage, Korpiklaani, Malevolent Creation, Melechesh, Merciless, Primordial, Red Harvest, The Black Dahlia Murder, Vader, Secrets of the Moon
2008
Vom 7. bis 9. August 2008 in Bad Berka-Tiefengruben
Behemoth, Bloodbath, Bolt Thrower, Dismember, Endstille, Hail of Bullets, Impaled Nazarene, Kampfar, Koldbrann, Legion of the Damned, Lividity, Maroon, Obituary, Purgatory, Skyforger, Týr, Unanimated, Vreid
2009
Vom 6. bis 8. August 2009 in Bad Berka-Tiefengruben
Marduk, Deströyer 666, Psycroptic, Azareth, Postmortem, Satyricon, Unleashed, Misery Index, Thyrfing, Hate Eternal, Swallow the Sun, Evocation, Sólstafir, Inhume, Glorior Belli, Summers Dying, Six Feet Under, Dark Funeral, Eluveitie, Brujeria, Moonsorrow, Sadus, Brutal Truth, Shining, Rotten Sound, Paganizer, Beneath the Massacre, Hellsaw, Grabak
2010
Vom 12. bis 14. August 2010 in Bad Berka-Tiefengruben
Asphyx, Aura Noir, Autopsy, Cannibal Corpse, Demonical, Desaster, Devourment, Dying Fetus, Ketzer, Lividity, Lock Up, Månegarm, Monstrosity, Napalm Death, Necrophagist, Ofermod, Origin, Sarke, Suffocation, Suicidal Angels, The Crown, The Devil’s Blood, Varg, Watain
2011
Vom 11. bis 13. August 2011 auf dem Flugplatz Obermehler-Schlotheim
1349, Aborted, Absu, At the Gates, Belphegor, Cliteater, Decapitated, Desultory, Dew-Scented, Ensiferum, Enslaved, Exhumed, Hail of Bullets, Heidevolk, Melechesh, Morbid Angel, Morgoth, Nachtmystium, Negură Bunget, Panzerchrist, Primordial, Skeletonwitch, Taake, Triptykon, Watain, Witchburner
2012
Vom 9. bis 11. August 2012 auf dem Flugplatz Obermehler-Schlotheim
Archgoat, Assaulter, Behemoth, Bolt Thrower, Chapel of Disease, Cashley, Cattle Decapitation, Dark Fortress, Dead Congregation, December Flower, Entrails, General Surgery, Ghost Brigade, Gospel of the Horns, Haradwaith, Immolation, Immortal, In Solitude, Incantation, Insomnium, Iron Lamb, Kali Yuga, Malignant Tumour, Mortjuri, Naglfar, Necros Christos, Nifelheim, Nile, Nocte Obducta, Obscure Infinity, Ragnarok, Rectal Smegma, Revel in Flesh, Skálmöld, Sodom, Sólstafir, Tankard, Tormented, Toxic Holocaust, Trash Amigos, Vallenfyre, Venenum, Vivus Humare, War Bringer, Zero Degree
2013
Vom 8. bis 10. August 2013 auf dem Flugplatz Obermehler-Schlotheim
Alchemyst, Alcest, Anaal Nathrakh, Attic, Bleeding Red, Bombs of Hades, Bonsai Kitten, Carcass, Carpathian Forest, Coffins, Deathronation, Demonical, Denial of God, Desaster, Deserted Fear, Deströyer 666, Destruction, Dr. Living Dead, Dying Fetus, Erazor, Farsot, Fragments of Unbecoming, Grand Supreme Blood Court, Graveyard, Gutalax, Heaven Shall Burn, Helrunar, Hooded Menace, Hypocrisy, Impaled Nazarene, Korpiklaani, Legion of the Damned, Magrudergrind, Obscura, Primordial, Procession, Purgatory, Skeletal Remains, Shining, Sulphur Aeon, Tsjuder, Unleashed, Venom, Vomitory, Wound

2014
Vom 8. bis 10. August 2014 auf dem Flugplatz Obermehler-Schlotheim
Abyssous, Aborted, Ahab, Arroganz, Atlantean Kodex, Aura Noir, Benediction, Beyond, Bölzer, Carnal Ghoul, Cashley, Entombed A.D., Ereb Altor, God Macabre, Grand Magus, Grave, Havok, Imperium Dekadenz, Incarceration, Inquisition, Jig-Ai, Kampfar, Katatonia, Kreator, Lost Society, Malevolent Creation, Marduk, Misery Index, Mumakil, Napalm Death, Necrowretch, Nocturnal, Obituary, Protector, Repulsion, Rogash, Satyricon, Skeletonwitch, Sólstafir, Spheron, Suffocation, The Haunted, Thulcandra, Unlight, Watain
2015
Vom 6. bis 8. August 2015 auf dem Flugplatz Obermehler-Schlotheim
Aeternus, Agalloch, Asphyx, Behemoth, Bloodbath, Cannibal Corpse, Cliteater, Deathrite, Degial, Deserted Fear, Ensiferum, Evil Invaders, Fäulnis, Gehennah, Ghost Brigade, Hellish Crossfire, Hemdale, Holocausto Canibal, Ichorid, Kataklysm, Lifeless, Krisiun, Mantar, Mayhem, Melechesh, Midnight, Morbus Chron, My Dying Bride, Nocturnal Witch, Nuclear Assault, Ophis, Postmortem, Primordial, Pripjat, Rotting Christ, The Ruins of Beverast, Samael, Secrets of the Moon, Soulburn, Speedbreaker, Toxic Holocaust, Vanhelgd, Winterfylleth, Zemial
2016
Vom 11. bis 13. August 2016 auf dem Flugplatz Obermehler-Schlotheim
Angelcorpse, Arcturus, Asomvel, At the Gates, Bodyfarm, Bölzer, Bombs of Hades, Carcass, Cryptic Brood, Deströyer 666, Décembre Noir, Drowned, Dying Fetus, Equilibrium, Ered, Exodus, Goatwhore, Grave, Graveyard, Gruesome, Immolation, Implore, Iron Reagan, Iswind, Katalepsy, Lik, Memoriam, Mgła, Mor Dagor, Mörk Gryning, Mosaic, Necros Christos, Nifelheim, Obscura, Obituary, Paradise Lost, Purgatory, Rebaelliun, Rectal Smegma, Sodom, Spasm, Suicidal Angels, Sulphur Aeon, Svarttjern, Taake, Tribulation, Vidargängr, Weak Aside, Wolfbrigade
2017
Vom 10. bis 12. August 2017 auf dem Flugplatz Obermehler-Schlotheim
Abbath, Atomwinter, Aura Noir, Autopsy, Azarath, Blood of Seklusion, Candlemass, Cryptopsy, Darkened Nocturn Slaughtercult, Dawn of Disease, Demilich, Demolition Hammer, Desaster, Dew-Scented, God Dethroned, Gruesome Stuff Relish, Triptykon, Gut, Hades Almighty, Humiliation, Indian Nightmare, Insomnium, Inquisition, Kalmah, Kosmokrator, Krater, Kringa, Lucifericon, Mantar, Marduk, Merciless, Misþyrming, Moonsorrow, Mourning Beloveth, Nailed to Obscurity, Necrophobic, Night Demon, Nile, Overkill, Pighead, Possessed, The Lurking Fear, Ultha, Urfaust, Vada, Vader, Verheerer, Vigilance, Vital Remains
2018
Vom 9. bis 11. August 2018 auf dem Flugplatz Obermehler-Schlotheim
Anaal Nathrakh, Benighted, Blood Incantation, Brujeria, Carpathian Forest, Coffins, Crescent, Dead Congregation, Deserted Fear, Dying Fetus, Emperor, Endseeker, Engulfed, Essenz, Evil Warriors, Exciter, Exhorder, Goath, Gorilla Monsoon, Graveyard, Grim Van Doom, Gruesome, Guineapig, Gutrectomy, Harakiri for the Sky, Hierophant, Master’s Hammer, Nails, Obscenity, Our Survival Depends on Us, Pestilence, Pillorian, Possession, RAM, Razorrape, Revenge, Sadistic Intent, Skelethal, Tankard, The Black Dahlia Murder, The Committee, The Spirit, Toxic Holocaust, Tribulation, Ultra Silvam, Unanimated, Unleashed, Venom, Watain, Wolfheart
2019
Vom 8. bis 10. August 2019 auf dem Flugplatz Obermehler-Schlotheim
Sleagt, Runemagick, Skyforger, Incantation, Soilwork, Craft, Ascension, Belphegor,  Hellhammer, Hypocrisy, Balmog, Devangelic, Taphos, Nerve Chaos, Beheaded, Gutalax, Defeated Sanity, The Crown, Solstice, Midnight, Krisiun, Arkona, Night Deamon, Rotting Christ, Mgla, Deicide, Testament, Traitor, Necrovault, Stillbirth, Firtan, Thanatos, Vulvodynia, Svartidaudi, Jungle Riot, Suicidal Angels, Vomitory, Satan, Immolation, Destruction, Naglfar, Legion of the Damned, Solstafir, Bloodbath, Black Mood, Goat Explosion, Carnal Tomb, Damnation Defaced, Undergang, Malokarpatan, Deathrite
2022
Vom 11. bis 13. August 2022 auf dem Flugplatz Obermehler-Schlotheim
1914, Alcest, Anomalie, Asphyx, Benediction, Birdflesh, Blood Incantation, Bösedeath, Bütcher, Cannibal Corpse, Carnation, Caroozer, Cytotoxin, Dark Funeral, Der Weg einer Freiheit, Dismember, Eis, Exhorder, Fleshcrawl, Gaerea, Graceless, Hangatyr, Heidevolk, High Spirits, Impaled Nazarene, Iron Flesh, Kadaverficker, Lik, Lunar Shadow, Malevolent Creation, Månegarm, Mayhem, Messiah, Misery Index, Motorowl, Nornir, Nunslaughter, Nyktophobia, Onslaught, Panzerfaust, Path of Destiny, Profanity, Purgatory, Revel in Flesh, Saor, Scalpture, Secrets of the Moon, Sinners Bleed, Slaughterday, Space Chaser, Thron, Total Hate, Uada, Whoredom Rife
2023
Vom 10. bis 12. August 2023 auf dem Flugplatz Obermehler-Schlotheim
Angelus Apatrida, Archspire, Arsgotia, Atomwinter, Be’Lakor, Black Curse, Borknagar, Brutal Sphincter, Chaos And Confusion, Concrete Winds, Decapitated, Deicide, Deströyer 666, Drowned, Dying Fetus, Ellende, Endseeker, Endstille, Enslaved, Frozen Soul, Gatecreeper, Grave Miasma, Helslave, Heretic, Horns Of Domination, Hypocrisy, Illdisposed, Immolation, Impiety, Jade, Kanonenfieber, Kataklysm, Mantar, Mentor, Midnight, Morbific, The Night Eternal, Nile, Obituary, Orbit Culture, Post Mortem, The Ruins of Beverast, Sijjin, Skinless, Skitsystem, Spearhead, Spectral Wound, Spirit Possession, Stormkeep, SubOrbital, Tabula Rasa, Tribulation, Virolac, Wound, Yoth Iria
2024
Vom 8. bis 10. August 2024 auf dem Flugplatz Obermehler-Schlotheim
Abbath, Afsky, Akhlys, Alkaloid, Anaal Nathrakh, Bastard Grave, Batushka, Behemoth, Bewitched, Blood Fire Death, Broken Hope, Cloak, Darkened Nocturn Slaughtercult, Disentomb, Enthroned, Eternal Champion, Hate, Hellripper, Heretoir, Horresque, Imha Tarikat, Incantation, Iron Walrus, Konvent, Kraanium, Left to Die, Legion of the Damned, Los Males del Mundo, Malphas, Mephorash, Necrot, Nervo Chaos, Non est Deus, Obscura, Obscurity, Paradise Lost, Phantom Winter, Regarde les Hommes Tomber, Ritual Death, Rope Sect, Sacramentum, Sadus, Schammasch, Sodom, Solstafir, Stillbirth, Sulphur Aeon, Terrorizer, The Black Dahlia Murder, Ultha, Ulthar, Unto Others, Varathron, Vltimas, Vorga, Wilt
2025
Vom 7. bis 9. August 2025 auf dem Flugplatz Obermehler-Schlotheim
...And Oceans, Agrypnie, Analepsy, Ass Cobra, Avulsed, Blockheads, Bloodbath, Brujeria, Chaos Invocation, Crypt Sermon, Dark Angel, Defleshed, Dödsrit, Dool, Drudensang, Extermination Dismemberment, Ereb Altor, Firtan, Fleshgod Apocalypse, Friisk, Fulci, Gorgoroth, Grand Magus, Grave, Gutslit, Harakiri for the Sky, Hellbutcher, Heretic Warfare, Hyperdontia, I am morbid, Imperial Triumphant, Karg, Kvaen, Macbeth, Mass Worship, MØL, Napalm Death, Naxen, Necrowretch, Night in Gales, Nightbearer, Outlaw, Party Cannon, Pig Destroyer, Rotpit, Rotting Christ, Scalpture, Schizophrenia, Servant, Skeletal Remains, Suffocation, The Spirit, The Vision Bleak, Theotoxin, Tiamat, Triptykon plays Celtic Frost, Wayfarer